# Anker Innovations
Anker Innovations Co., Ltd — широко відомий китайський виробник споживчої та персональної електроніки під брендами Anker, Soundcore, Eufy і Nebula з Чанша, Хунань, Китай. Асортимент продукції компанії включає зарядні пристрої для телефонів, блоки живлення, зовнішні акумулятори, кабелі передачі даних, навушники, гарнітури, динаміки, концентратори даних, 3D-принтери, ліхтарики і захисні екрани, серед іншого.

## Історія
Компанія Anker була заснована в 2011 році Стівеном Янгом у Шеньчжені, провінція Гуандун,  незабаром перемістивши свою штаб-квартиру в Чанша, провінція Хунань. У 2011 році Anker розширила свою діяльність зі змінних акумуляторів для ноутбуків на зарядні пристрої для смартфонів, зарядні пристрої, портативне живлення та обладнання для конференцій. На початку 2014 року компанія Anker Innovations найняла Чжао Дунпіна, тодішнього керівника відділу продажів Google у Китаї, який згодом зафняв посаду президента у 2020 році.

## Доступність
До 2016 року продукти Anker майже виключно продавалися на американських майданчиках онлайн-торгівлі Amazon Marketplace і Newegg. З початку 20-х компанія здобула впізнаваність, окрім внутрішнього ринку в Китаї, Anker також має дочірні компанії в Японії, Сінгапурі, Великій Британії та США і продукція компанії тепер також продається у великих роздрібних фізичних магазинах, як Best Buy, Target і Kohl's та різних інших веб-сайтах електронної комерції, таких як Shopee, AliExpress, eBay та інших веб-сайтах третіх сторін за погодженням з Anker.

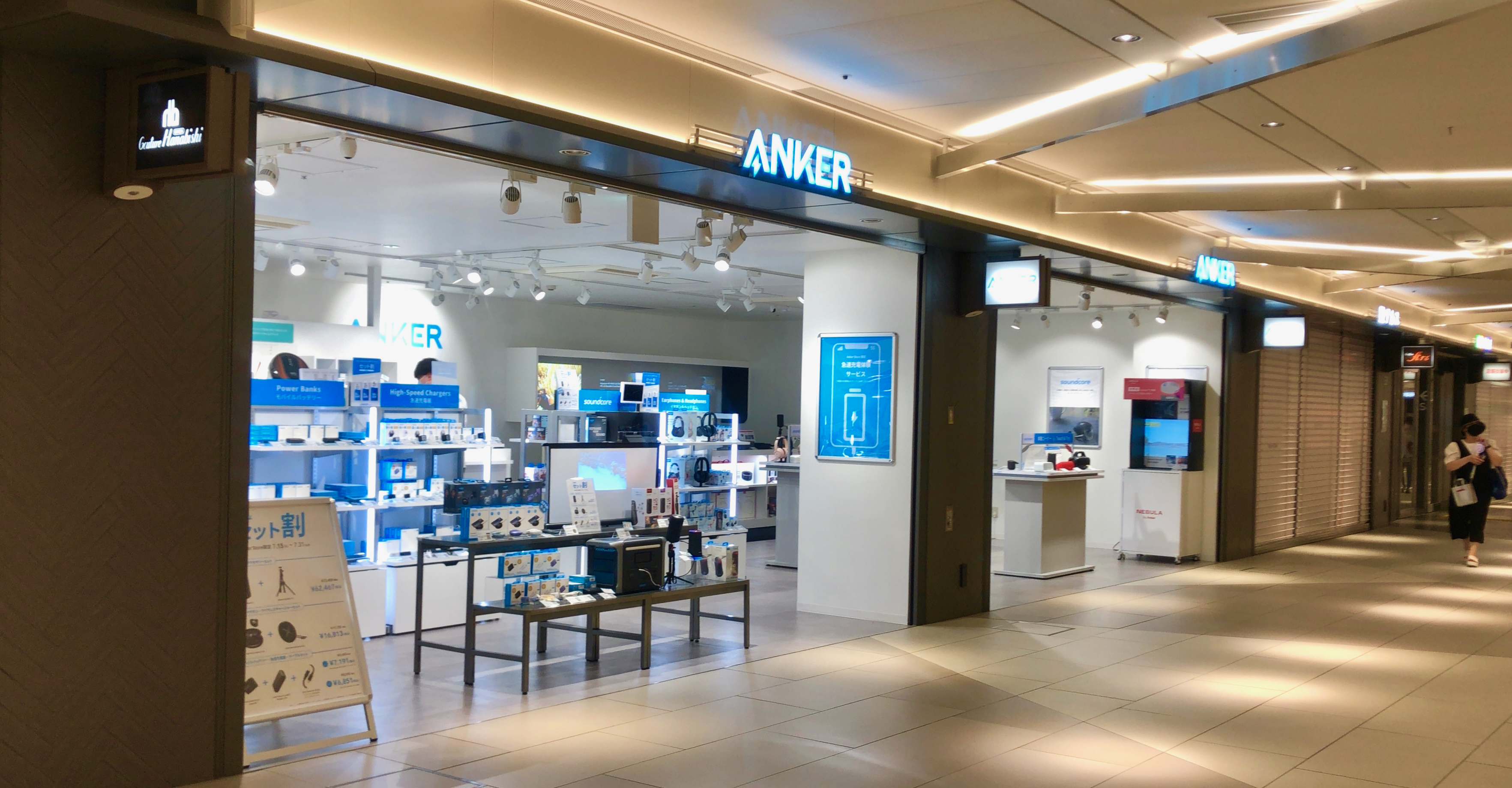
Фірмова крамниця в Нака-ку, Наґоя, Японія
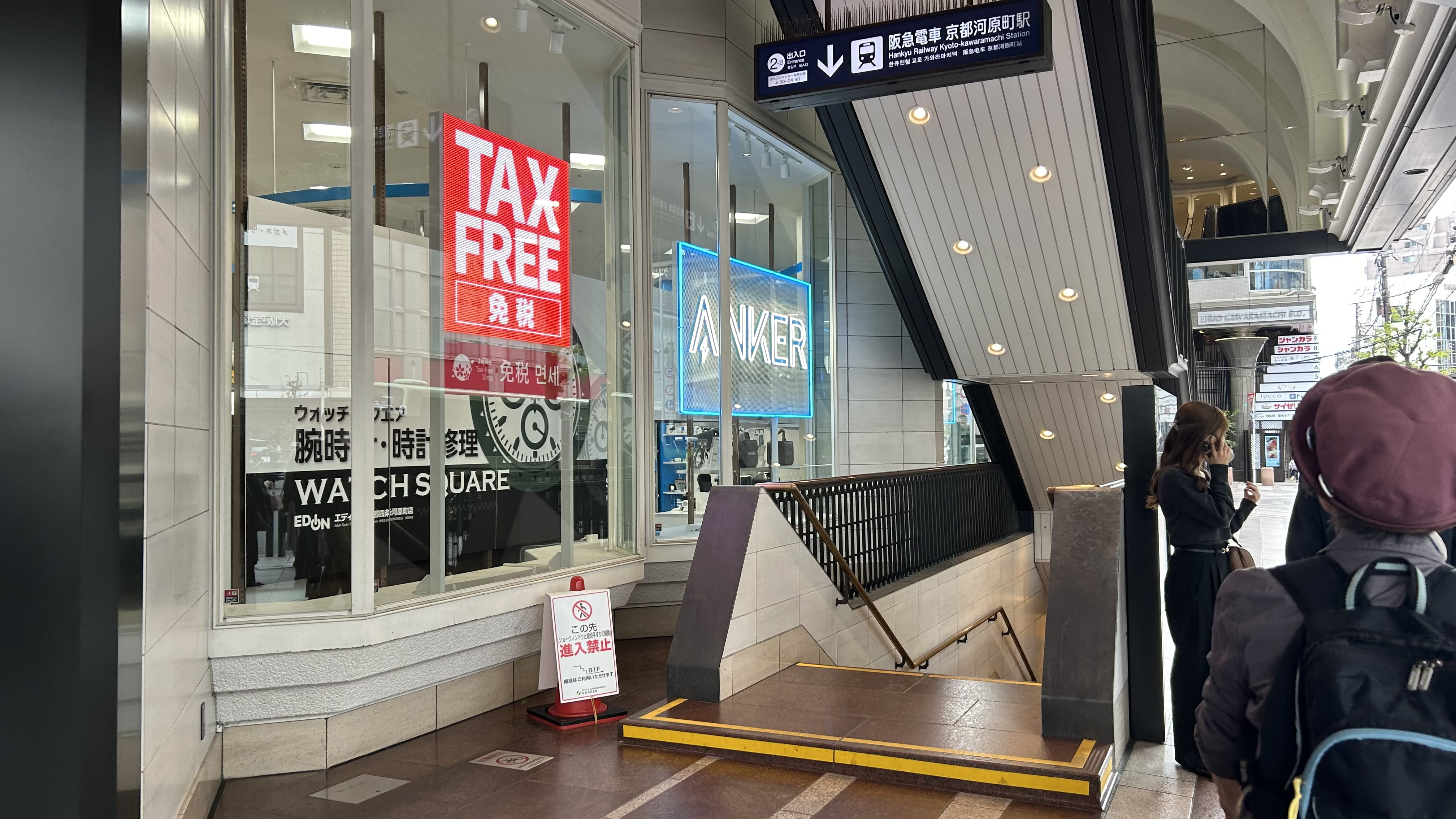
Фірмовий бутик в Кіото, Японія
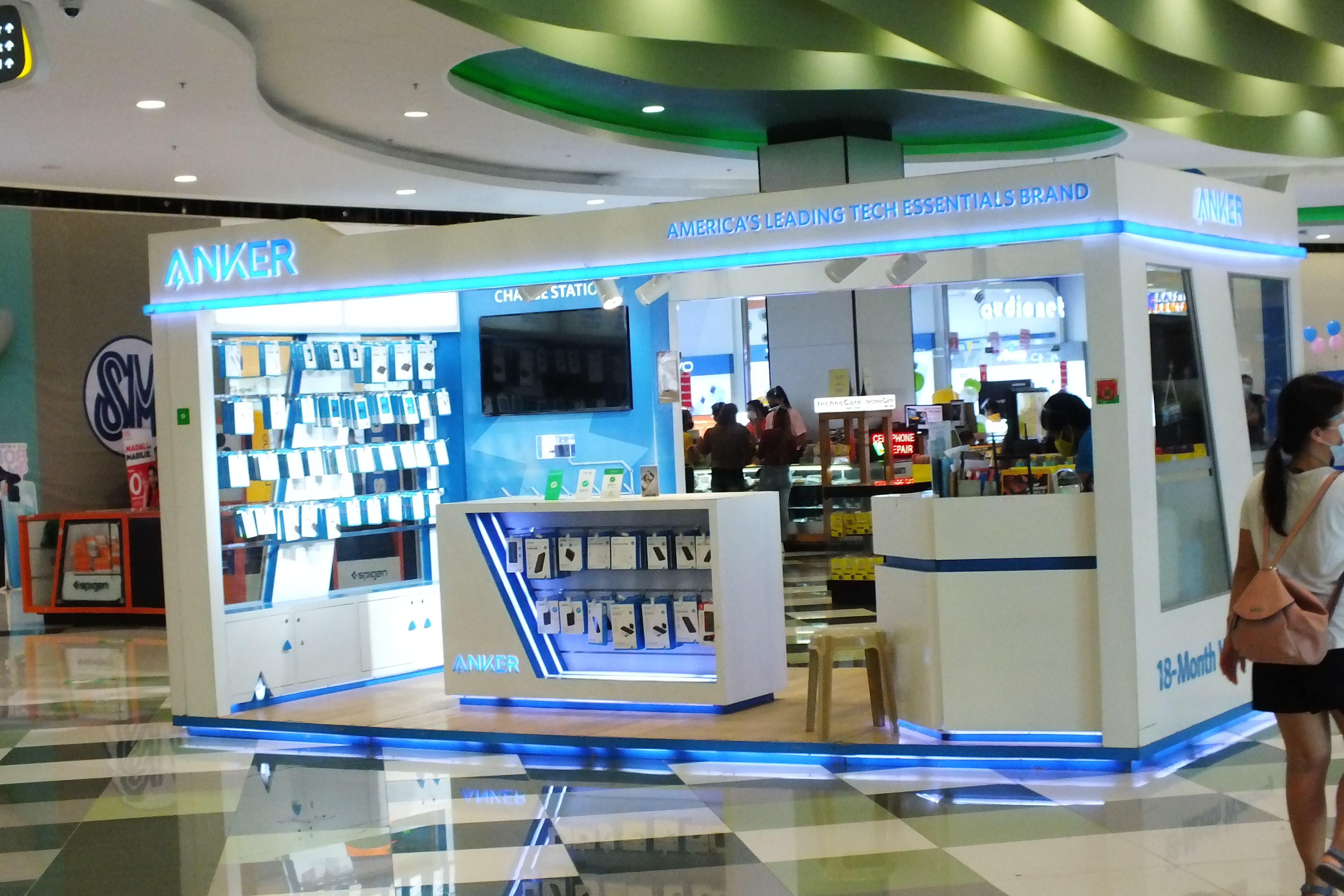
Фірмовий магазин в Себу, Філіппіни
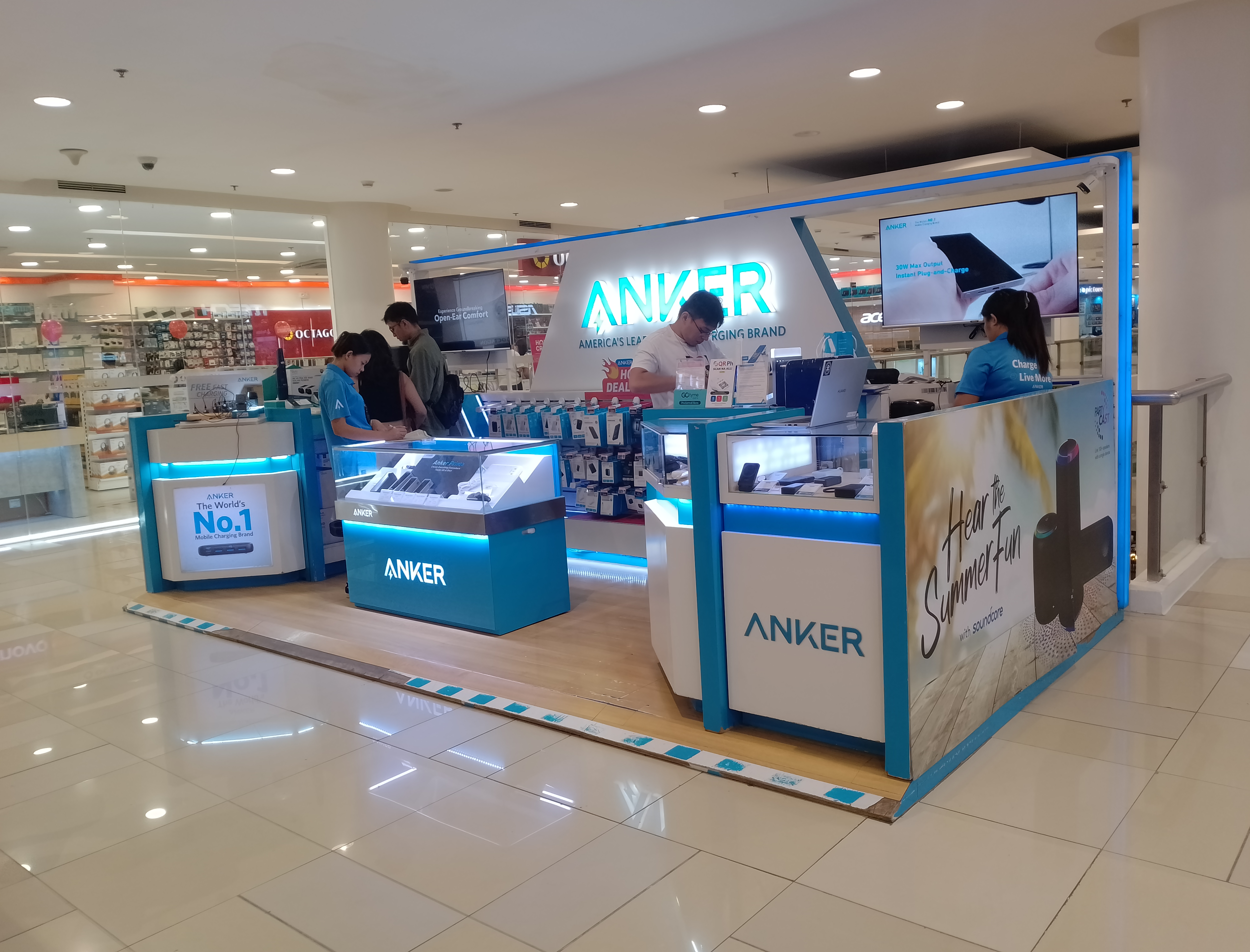
Фірмовий острівець в Себу, Філіппіни

## Бренди та продукти
Anker виробляє блоки живлення, зарядні кабелі, настінні адаптери, подовжувачі живлення, USB-концентратори та ліхтарики під суббрендом Bolder. Уся продукція Anker із пропрієтарним роз'ємом Lightning має сертифікацію за програмою MFi від Apple, серія зарядних кабелів Anker з такою стандартизацією має торгову марку PowerLine, останньою з яких є PowerLine III.
Soundcore виробляє Bluetooth-навушники, гарнітури та колонки. Eufy виробляє розумну побутову техніку та пристрої безпеки. Nebula виробляє портативні відеопроектори. Roav виготовляє автомобільні аксесуари. Zolo був попередником бренду Soundcore. KARAPAX виготовляє чохли для телефонів.
Anker також виробляє 3D-принтери та нитку для 3D-друку під назвою AnkerMake. На даний момент у них є 2 моделі 3D-принтерів: одна M5, а інша M5C. M5 був першим принтером, створеним AnkerMake. Він був профінансований через кампанію Kickstarter.

## Суперечки
Один із суббрендів Anker, Eufy, стверджував, що всі дані, записані їхніми веб-камерами, зберігаються локально без доступу до хмари, а також стверджував, що доступ до їхніх даних має лише власник. Однак дослідник безпеки Пол Мур виявив, що зображення та відео завантажувалися на сервери Eufy, орендовані через AWS. Крім того, ці зображення були позначені даними користувача. Навіть після видалення зображень і свого облікового запису Eufy, Мур виявив, що зображення залишилися на серверах AWS компанії Eufy. Це призвело до того, що кілька спонсорованих організацій, як-от канал YouTube Linus Tech Tips, відмовилися від Anker як спонсора. У грудні 2022 року видання The Verge повідомило, що Eufy кардинально змінив свою сторінку «зобов'язання щодо конфіденційності», видаливши багато своїх попередніх заяв щодо аспектів конфіденційності своїх камер.
Компанія Anker Innovations Technology Company Limited з Китаю опублікувала нову політику конфіденційності від 13 грудня 2024 року, яка, якщо її не прийнято в додатку Eufy, забороняє користувачам отримувати доступ або контролювати свої пристрої безпеки Eufy. Нова політика має широкий спектр і вимагає від користувачів дозволу китайській материнській компанії зберігати та обробляти особисті дані користувачів, хоча це майже напевно є незаконним у Об'єднаному Королівстві. Однак британська дочірня компанія китайської материнської компанії Anker Technology (UK) Limited все ще демонструє політику конфіденційності від 27 червня 2023 року і не відповідає на запити про втрату доступу до програми Eufy.

## Нотатки
1. ↑  кит.: 安克创新; піньїнь: Ānkè Chuàngxīn
2. ↑  кит.: 安克; піньїнь: Ānkè